# ویتالی کیلچیتسکی
ویتالی کیلچیتسکی (انگلیسی: Vitaliy Kilchytskyy؛ زادهٔ ۱۷ ژوئن ۱۹۸۸) ورزشکار دوگانه اهل اوکراین است.